# M.J. Hyland
Maria Joan Hyland, född 6 juni 1968 i London, är en brittisk författare.  
Hyland debuterade litterärt i Australien 2003 med How the Light Gets In. Hennes andra roman Carry Me Down var nominerad till Bookerpriset 2006 och vann både Encore Award och Hawthornden Prize 2007. Hyland bor nu i Manchester, England.

## Biografi
Hyland föddes i London av irländska föräldrar. Då hon var två år flyttade familjen till Australien, men de flyttade vidare till Dublin efter några få år. Då hon var elva år flyttade familjen åter till Australien och bosatte sig i Melbourne. Hon studerade vid University of Melbourne där hon tog examen 1996. Därefter arbetade hon som jurist i cirka sex år. 
Hyland flyttade till London 2005 men bor nu i Manchester där hon undervisar vid Manchester Centre for New Writing.
Hennes första roman How the Light Gets In (2003) gavs ut av Penguin i Australien och året efter av Canongate i Storbritannien. 
Hennes andra roman, Carry Me Down gavs ut 2006 av Canongate. 

### Utgivet på svenska
- Inga fler lögner 2007
- Utan ont uppsåt 2011

## Priser och utmärkelser
- Hawthornden Prize 2007 för Carry Me Down